# Oğuz (district)
Oğuz is een district (rajon) in het noorden van Azerbeidzjan.
Oğuz telt 41.300 inwoners (01-01-2012) op een oppervlakte van 1220 km²; de bevolkingsdichtheid is dus 33,9 inwoners per km².